# Escudo del Reino Unido
El escudo de armas del monarca británico también es usado como blasón nacional en el Reino Unido. En él aparecen reunidos los escudos de las naciones constitutivas de este: Inglaterra, Escocia e Irlanda del Norte.

## Descripción

### Blasonamiento
Escudo cuartelado, en el primero y el cuarto, de gules, tres leones leopardados de oro, armados y linguados de azur; en el segundo, de oro, un león rampante de gules, linguado, y armado de azur, encerrado en un trechor de gules; en el tercero, de azur, un arpa de oro cordada de plata.
El todo rodeado por la Jarretera. Por soportes terrazados de sinople, en la diestra, un león rampante y guardante, de oro, coronado de la Corona Tudor, en la siniestra un unicornio rampante de plata, linguado de gules y armado y crinado de oro, engolado y encadenado de lo mismo. Al timbre celada de oro forrada de gules, puesta de frente, adornada de lambrequines de oro y de armiños y sumada de la Corona Tudor, la corona sumada de un león leopardado de oro, armado y linguado de gules, coronado de la Corona Tudor, que es la cimera de Inglaterra. Al pie, por divisa Dieu et mon Droit, de oro, en una cinta de plata, sumada de un trébol de sinople, una rosa de gules y plata, hojada de sinople, y una flor de cardo de azur y de sinople, hojada de lo mismo.

Este escudo es un cuartelado, se encuentra dividido en cuatro cuarteles:
- En el primer y cuarto cuartel figuran los elementos del escudo de Inglaterra: Sobre un fondo rojo (de gules en terminología heráldica) tres leones leopardados, denominación que recibe el león pasante, apoyado sobre tres patas, que tiene su cabeza de frente. Estos leones son de color amarillo o dorado (de oro).
- En el segundo el escudo de Escocia: Sobre fondo amarillo (de oro) figura un león rampante, erguido y apoyado sobre una de sus patas, de color rojo (de gules) y situado dentro de un trechor (nombre que recibe una cinta estrecha, doble y decorada con flores), del mismo color que el león.
- En el tercero se encuentra el escudo que simboliza a Irlanda (del Norte) que se ha mantenido bajo soberanía británica, reconociendo como jefe de Estado al monarca británico: Sobre fondo azul (de azur) un arpa amarilla (de oro) con cuerdas blancas (de plata). El escudo de la República de Irlanda cuenta con los mismos elementos.

### Otros elementos
Los cuatro cuarteles aparecen rodeados por la divisa (insignia) de la Orden de la Jarretera en la que figura su propio lema: Honi soit qui mal y pense (en francés antiguo: «Vergüenza para el malpensado»). El escudo propiamente dicho y la Jarretera están sujetos por dos figuras denominadas soportes cuando representan animales reales o mitológicos. Por Inglaterra figura un león rampante guardante coronado, en la posición más cercana al primer cuartel (cantón diestro del jefe), que está ocupado por su blasón. En el otro lado, junto al blasón escocés, figura un unicornio blanco (de plata), colletado (portando una corona abierta en su cuello a modo de collar) y encadenado. La figura del unicornio fue utilizada como soporte de su escudo por los antiguos monarcas escoceses.
Las armas reales aparecen timbradas con un yelmo adornado con lambrequín de color amarillo, por un lado, y de armiño por el otro. El yelmo está situado debajo de la corona real inglesa conocida también como Corona de San Eduardo que es la que usan los monarcas británicos salvo en Escocia. Sobre la corona está colocada la cimera, un adorno que se situaba sobre el casco. El monarca británico, emplea la cimera que perteneció a los reyes de Inglaterra, un león leopardado coronado con la Corona de San Eduardo.
En la parte inferior, sobre un montículo (terraza) de color verde (de sinople), aparecen colocados los emblemas vegetales de Inglaterra (una rosa heráldica), Escocia (una flor de cardo) e Irlanda (un trébol). En una cinta de color blanco o azul se encuentra escrito el lema del Reino Unido: «Dieu et mon droit» (en francés: «Dios y mi derecho»).

## Variante utilizada en Escocia
En Escocia el monarca británico utiliza un escudo de armas con algunas modificaciones. Aparecen los mismos cuarteles, pero se altera su orden para dar preferencia al escocés que aparece de esta forma en el primero (cantón diestro del jefe) y el cuarto. La jarretera es sustituida por el collar de la Orden escocesa del Cardo y los soportes son los mismos, pero el unicornio escocés, portando la corona real escocesa, también pasa a ocupar el lugar preferente. Los dos soportes aparecen sosteniendo los estandartes de Escocia e Inglaterra.
La corona de San Eduardo también es sustituida por la que usaron los antiguos monarcas escoceses y sobre ella se sitúa su cimera, un león coronado de gules que sostiene una espada y un cetro junto al lema In defens, expresión abreviada de In my defens God me defend (en escocés: «En mi defensa Dios me protege»).
Al pie, también fuera del escudo, solo aparece la flor del cardo y una cinta con el lema escocés: Nemo me impune lacessit (en latín: «Nadie me ofende impunemente»).

## Historia
En el escudo del monarca británico figuró también el blasón de los reyes de Francia, ya que el trono francés había sido reclamado por los reyes de Inglaterra durante la Edad Media. En 1714, con la llegada de una nueva dinastía, se incorporó el escudo de los monarcas de Hanóver, territorio del que provenían los reyes británicos de este linaje. En 1801, durante el reinado de Jorge III, fueron retiradas las armas reales francesas cuando se produjo la unión de Gran Bretaña e Irlanda para formar el Reino Unido de Gran Bretaña e Irlanda. Los cuarteles vinculados con la corona hanoveriana fueron eliminados en 1837, cuando la reina Victoria accedió al trono porque no fue sucesora en el mencionado reino al estar vigente la ley Sálica.

## Elementos y cuarteles del escudo
|                                                                                                  |
| Primer y cuarto cuartel (Inglaterra) o segundo cuartel (Escocia). Armas del Reino de Inglaterra. |

|                                                                                               |
| Primer y cuarto cuartel (Escocia) o segundo cuartel (Inglaterra). Armas del Reino de Escocia. |

|                                                                    |
| Tercer cuartel. Armas de Irlanda, representando Irlanda del Norte. |

|                                                          |
| Timbre: la Corona Tudor simboliza la soberanía nacional. |

|                                                                                             |
| Timbre: la Corona real de Escocia es usada en lugar de la Corona de San Eduardo en Escocia. |

|                                       |
| Insignia de la Orden de la Jarretera. |

|                               |
| Collar de la Orden del Cardo. |

| |
| Cimera (en Inglaterra): Un león pasante y guardante de oro y coronado con la Corona de San Eduardo. |

|                           |
| Yelmo: de oro con barras. |

| |
| Soporte diestro (en Inglaterra): Un león rampante guardante de oro y coronado con la Corona de San Eduardo. |

|                                                                                |
| Soporte siniestro (en Inglaterra): Un unicornio blanco colletado y encadenado. |

|                                                                       |
| Cinta: de color blanco o azul, escritada con el lema del Reino Unido. |

## Versión usada por el Gobierno británico
El gobierno británico utiliza una versión simplificada de armas reales en la que no aparece el yelmo, pero esta versión no ha sido definida oficialmente como escudo nacional, aparece en los pasaportes británicos y en la bandera que es izada en las embajadas del Reino Unido.

### Oficina para Escocia
La Oficina para Escocia, un organismo dependiente del Ministerio de Justicia del Reino Unido responsable de las competencias no transferidas por el Gobierno británico al Ejecutivo Autónomo de la Región y de las relaciones entre ambos, emplea una variante de las armas reales utilizadas en Escocia sin el yelmo, ni los lemas, ni los estandartes de los soportes.

### Ministerio del Interior
El Ministerio del Interior del Reino Unido utiliza una versión más simplificada de armas reales en la que aparece solamente el escudo, la corona y la Jarretera con su lema.
|                                                         |
| Versión empleada por el Gobierno británico, desde 2022. |

|                                      |
| Variante de la Oficina para Escocia. |

|                                                |
| Versión del Ministerio del Interior británico. |

## Evolución histórica
| Unión dinástica de Inglaterra, Escocia e Irlanda | | |
| Escudo                                           | Vigencia | Detalles |
|                                                  | 1603-1649 | Jacobo VI de Escocia accedió a los tronos de Inglaterra e Irlanda en 1603 como Jacobo I. Cuarteló las armas inglesas y escocesas añadiendo las irlandesas. Como soportes empleó el león rampante guardante coronado que había pertenecido a los reyes de Inglaterra, situado a la diestra del escudo, y el unicornio encadenado con una corona colocada a modo de collar de los monarcas escoceses, situado en la izquierda. Este monarca mantuvo el lema Dieu et mon droit, que había sido utilizado por la mayor parte de los soberanos ingleses desde que Enrique V lo adoptara a comienzos del siglo XV. También se introdujo la liga (emblema) de la Orden de la Jarretera que había rodeado las armas de los monarcas ingleses. En la parte inferior del escudo figuraron la rosa heráldica y el cardo escocés. \| \| Armas utilizadas en Escocia Como sucede en la actualidad, los monarcas británicos de la Casa de Estuardo usaron en Escocia una variante en la que se daba preferencia al blasón y al soporte de este territorio, la Corona de San Eduardo y la cimera real de Inglaterra se sustituían por las escocesas y el collar de la Orden escocesa del Cardo ocupaba el lugar de la liga de Orden de la Jarretera. En este escudo no figuró el lema Dieu et mon droit porque había pertenecido a los monarcas ingleses. \| |
|                                                  | Armas utilizadas en Escocia Como sucede en la actualidad, los monarcas británicos de la Casa de Estuardo usaron en Escocia una variante en la que se daba preferencia al blasón y al soporte de este territorio, la Corona de San Eduardo y la cimera real de Inglaterra se sustituían por las escocesas y el collar de la Orden escocesa del Cardo ocupaba el lugar de la liga de Orden de la Jarretera. En este escudo no figuró el lema Dieu et mon droit porque había pertenecido a los monarcas ingleses. | |

|  | Armas utilizadas en Escocia Como sucede en la actualidad, los monarcas británicos de la Casa de Estuardo usaron en Escocia una variante en la que se daba preferencia al blasón y al soporte de este territorio, la Corona de San Eduardo y la cimera real de Inglaterra se sustituían por las escocesas y el collar de la Orden escocesa del Cardo ocupaba el lugar de la liga de Orden de la Jarretera. En este escudo no figuró el lema Dieu et mon droit porque había pertenecido a los monarcas ingleses. |

|  | Armas utilizadas en Escocia Con el Protectorado, en la variante escocesa se mostraban únicamente los colores de su bandera y el escusón con las armas familiares de Cromwell, pero se mantuvieron los adornos exteriores sin introducir cambio alguno. |

|  | Armas utilizadas en Irlanda En la variante irlandesa se reprodujeron únicamente sus armas y el escusón con las familiares de Cromwell. Como en el caso anterior, los adornos exteriores fueron los mismos. |

|  | Armas utilizadas en Escocia Con el Protectorado, en la variante escocesa se mostraban únicamente los colores de su bandera y el escusón con las armas familiares de Cromwell, pero se mantuvieron los adornos exteriores sin introducir cambio alguno. |

|  | Armas utilizadas en Irlanda En la variante irlandesa se reprodujeron únicamente sus armas y el escusón con las familiares de Cromwell. Como en el caso anterior, los adornos exteriores fueron los mismos. |

|  | Armas utilizadas en Escocia entre 1660 y 1689 también se recuperó la variante que habían utilizado en Escocia los primeros monarcas británicos de la Casa de Estuardo. Durante este periodo se añadió una cinta con el lema escocés Nemo me impune lacessit. |

|  | Armas utilizadas en Escocia María II y Guillermo de Orange introdujeron sus armas propias en la variante destinada a Escocia. |

|  | Armas utilizadas en Escocia En 1694 Guillermo de Orange también retiró las armas de María II en la variante destinada a Escocia, pero mantuvo el lema escocés. |

|  | Armas utilizadas en Escocia Hasta 1707, la reina Ana utilizó la variante escocesa de los monarcas británicos de la Casa de Estuardo con el lema escocés. |

|  | Armas utilizadas en Escocia Desde 1707 hasta 1714, las armas Escocia e Inglaterra figuraron partidas en el primer y cuarto cuartel. |

|  | Armas utilizadas en Escocia En 1714 también se introdujeron las armas de los dominios en Hanover en el cuarto cuartel de la variante escocesa. |

|  | Armas utilizadas en Escocia En 1837 también se retiraron las armas de los electores de Hannover en la variante escocesa. |

|  | Armas utilizadas en Escocia El escudo y los soportes pasaron a estar sostenidos por una terraza, en forma de parterre, de sinople. |

|  | Armas utilizadas en Escocia entre 1660 y 1689 también se recuperó la variante que habían utilizado en Escocia los primeros monarcas británicos de la Casa de Estuardo. Durante este periodo se añadió una cinta con el lema escocés Nemo me impune lacessit. |

|  | Armas utilizadas en Escocia María II y Guillermo de Orange introdujeron sus armas propias en la variante destinada a Escocia. |

|  | Armas utilizadas en Escocia En 1694 Guillermo de Orange también retiró las armas de María II en la variante destinada a Escocia, pero mantuvo el lema escocés. |

|  | Armas utilizadas en Escocia Hasta 1707, la reina Ana utilizó la variante escocesa de los monarcas británicos de la Casa de Estuardo con el lema escocés. |

|  | Armas utilizadas en Escocia Desde 1707 hasta 1714, las armas Escocia e Inglaterra figuraron partidas en el primer y cuarto cuartel. |

|  | Armas utilizadas en Escocia En 1714 también se introdujeron las armas de los dominios en Hanover en el cuarto cuartel de la variante escocesa. |

|  | Armas utilizadas en Escocia En 1837 también se retiraron las armas de los electores de Hannover en la variante escocesa. |

|  | Armas utilizadas en Escocia El escudo y los soportes pasaron a estar sostenidos por una terraza, en forma de parterre, de sinople. |

## Variantes usadas por los miembros de la Familia Real
Los miembros de la Familia Real cuentan con escudos propios. Estos consisten en las armas reales, a las que se añaden brisuras, unas figuras o muebles para que se puedan diferenciar. En Inglaterra está documentado el uso de blasones con diferencias entre los miembros de la Familia Real desde el reinado de Enrique III (en el siglo XIII). Los familiares del monarca británico no poseen un escudo desde su nacimiento, éste les es asignado mediante Orden Real. El sistema empleado en la actualidad para brisar los escudos reales británicos data de mediados del siglo XVIII, aunque posteriormente se han ido introduciendo algunas modificaciones.
Los miembros de la Familia Real diferencian sus armas propias de las reales con un lambel de plata (color blanco) que está situado en la parte superior del escudo, conocida en terminología heráldica como «jefe». El lambel es un mueble heráldico con forma de banco, también es conocido por ese nombre, y se trata de la figura más utilizada para diferenciar blasones. En los escudos de los hijos del monarca reinante figura un lambel de tres pendientes y, en los de los nietos por vía paterna, uno de cinco (salvo el primogénito del heredero de la Corona que también cuenta con uno de tres). Con excepción del príncipe de Gales, los lambeles están cargados con otros muebles heráldicos, situados dentro de cada pendiente. Los lambeles de tres pies pueden tener cargados todas sus pendientes o únicamente la central. Los lambeles de cinco pies pueden poseer todas sus pendientes cargadas o solamente tres (la central y las exteriores).
Las diferencias introducidas en los escudos de los miembros de la familia real británica son las siguientes:
|  | Armas del príncipe Guillermo en Escocia: Armas utilizadas como duque de Rothesay, heredero de la Corona de Escocia: «Escudo cuartelado, en el primero y tercero, de oro, una faja ajedrezada de plata y azur de tres órdenes y 33 piezas; en el segundo y cuarto, de plata, un navío de sable, arbolado de lo mismo; sobre el todo, en un escusón de oro, un león rampante de gules, linguado, y armado de azur, encerrado en un trechor de gules, el escusón diferenciado con un lambel de azur de tres pies». |

|  | Armas del príncipe Eduardo, duque de Edimburgo, en Escocia Armas utilizadas como caballero de la Orden del Cardo: Armas del soberano en Escocia diferenciadas por un lambel de tres pendientes, el central con una rosa Tudor. |

|  | Armas de la princesa Ana en Escocia Armas utilizadas como dama de la Orden del Cardo: Armas del soberano en Escocia diferenciadas por un lambel de tres pendientes, el central con un corazón de gules y los exteriores con la cruz de San Jorge. |

### Consortes
Los escudos de las consortes de los monarcas y príncipes británicos suelen reunir las armas de sus maridos con las suyas propias, habitualmente las paternas, en un escudo partido. Sin embargo, en los escudos del príncipe Felipe, el capitán Mark Phillips, sir Angus Ogilvy, el duque de Argyll y los condes de Snowdon, Harewood y Fife figuraron sus armas propias al tratarse de varones.
| Consortes       |                                | |
| Escudo de armas | Titular                        | Diferencia |
|                 | Camila, reina consorte         | Las armas de Carlos III del Reino Unido, partidas con las armas de su padre, el mayor Bruce Shand: «De azur una cabeza de jabalí de plata armada y linguada de oro al jefe angrelado de plata y cargado de una cruz potenzada y apuntada de sable, acompañada de dos estrellas de cinco puntas de gules». |
|                 | Catalina, princesa de Gales    | El escudo de su marido, el príncipe Guillermo, partido con las armas concedidas a su padre, Michael Francis Middleton: «Partido de azur y gules, brochante sobre el todo un chevrón de oro cotizado de plata y acompañado de tres bellotas de oro, hojadas de lo mismo y colocadas dos y una». |
|                 | Meghan, duquesa de Sussex      | El escudo de su marido, el príncipe Enrique, partidas con las que se le concedieron con motivo de su boda: el campo azul representa el Océano Pacífico frente a la costa de California, mientras que los dos rayos dorados a través del escudo simbolizan el brillo del sol del estado natal de la duquesa. Las tres plumas representan la comunicación y el poder de las palabras. |
|                 | Sofía, duquesa de Edimburgo    | El escudo de su marido, el príncipe Eduardo, partido con las armas concedidas a su padre, Christopher Rhys-Jones: «Cuartelado de gules y azur brochante sobre el todo un león guardante de oro armado y linguado de gules, trechor de oro». |
|                 | Brígida, duquesa de Gloucester | Las armas del duque de Gloucester con las de su padre, Asger Preben Wissing Henriksen, colocadas en un escusón situado sobre el todo: «De azur, un ave parada de plata y de sable picada y membrada de lo mismo; en el jefe de oro, cuatro plumas de sable puestas en souter y colocadas en faja». Al no contar con hermanos varones, en términos heráldicos la duquesa de Gloucester es considerada heredera de su padre. En el Reino Unido esta circunstancia suele quedar reflejada en los escudos de mujeres casadas con esta peculiar disposición, que sustituye al habitual partido. |
|                 | Catalina, duquesa de Kent      | Las armas del duque de Kent partidas con las de su padre, sir William Worsley, 4.º baronet: «De plata, el jefe de gules». |
|                 | Princesa de Miguel de Kent     | Las armas del príncipe Miguel de Kent partidas con las de su padre, el barón Günther von Reibnitz: «De plata, dos fajas de gules». |